# Chèvre cachemire
La chèvre cachemire ou chèvre du Tibet (Capra Thibetana, Capra hircus laniger[réf. nécessaire]) est une espèce de chèvre provenant originellement des hauts plateaux tibétains, sur les contreforts de l'Himalaya, et non de la région de Cachemire dont elle n'a hérité que le nom. 
Elle est principalement présente aujourd'hui en Mongolie et en Chine, mais on en trouve également en Iran, en Sibérie, en Afghanistan, au Népal ou en Australie.
La chèvre cachemire produit en hiver en plus de son poil grossier permanent, appelé jarre, un duvet secondaire, le cachemire, qui est utilisé par la confection de vêtements. Selon la région, la fibre de cachemire est obtenue par peignage des chèvres, lorsque l'animal perd naturellement ses poils au printemps, ou en tondant la chèvre.

## Tentative de production de cachemire en France
En 1818, Pierre Amédée Jaubert part en voyage pour le Tibet, et en ramène à la demande de Guillaume Louis Ternaux, 1 289 chèvres du Tibet à duvet de cachemire en France dont seulement 400 ont survécu. En France, pays tempéré, elles ne donnèrent cependant pas suffisamment de duvet pour être rentable.